# Pobrđani (żupania bielowarsko-bilogorska)
Pobrđani – wieś w Chorwacji, w żupanii bielowarsko-bilogorskiej, w mieście Čazma. W 2011 roku liczyła 29 mieszkańców.